# Bàrbara Mestanza
Bàrbara Mestanza (Barcelona, 4 de maig de 1990) és una dramaturga, directora, actriu, dobladora i cantant catalana. Formà part d'un trio anomenat The Mamzelles, el 2014 va ser jurat del concurs Oh happy day a TV3 i ha creat, dirigit i protagonitzat diversos muntatges teatrals com Pocahontas o la verdadera historia de una traviesa i La mujer más fea del mundo.
Ha participat en el doblatge en català de Com ensinistrar un drac, Big Hero 6, Buscant en Nemo i Bolt, i diverses pel·lícules en castellà, entre les quals Gran Torino. Es va estrenar com a codirectora amb l’obra Orgia, estrenada a l'espai Lliure i com a directora amb l’obra F.A.M.Y.L.I.A,. estrenada a la sala Atrium i La Seca.
Com a dramaturga, ha escrit, dirigit i protagonitzat l'obra de teatre SUCIA, la qual va començar a Madrid al teatre de la Abadia i que ha pogut portar fins al teatre Akadèmia, a Barcelona, on va assolir molt d'èxit i ha pogut traslladar a diverses sales de teatre. Posteriorment l'ha convertit en una novela, publicada per l'editorial Penguin Libros on explica la seva história personal sobre una vivéncia que li va passar a Madrid. Aquesta obra la feia juntament amb l'actor Nacho Aldeguer i que darrerement l'ha continuat amb el Pep Ambrós i amb el Cristian Valencia en algunes ocasions.
Més actualment ha format part de l'obra Lo Nuestro al teatre Espai Texas al 2024-2025. I properament participarà al Temporada alta 2025 el 6 de Decembre amb l'obra de creació pròpia Foc en l'ambit teatral. En el món cinematogràfic, ha protagonitzat i escrit la pel·lícula de Duro, dirigida per Francesc Cuéllar, presentada al festival de cinema D'A Film Festival Barcelona el 29 de Març de 2025 al teatre CCCB.

## Filmografia

### Cinema
- Los inocentes (2013)
- Donde caben dos (2021)
- 42 Segundos
- Duro (2023)
- Un mal día lo tiene cualquiera (2024)

### Televisió
- Crackòvia (2013-2014)
- Oh happy day
- Amar es para siempre (2015-2016)[9]
- Sin identidad (2015)
- La pelu (2016)
- Mercado central (2019-2021)
- A Muerte (2023)
- Salón de Té la Moderna (2023-2024)